# Tito Davison
Tito Davison, eigentlich Óscar Herman Davison (* 14. November 1912 in Chillán, Región del Bío-Bío, Chile; † 21. März 1985 in Mexiko-Stadt, Mexiko), war ein mexikanischer Schauspieler, Drehbuchautor und Regisseur chilenischer Herkunft.

## Leben
Davison arbeitete den überwiegenden Teil seines Lebens in Mexiko. Er starb im Alter von über 72 Jahren am 21. März 1985 in Mexiko-Stadt und fand dort auch seine letzte Ruhestätte.

## Werke (Auswahl)

### Als Regisseur
- 1930: Sombras de gloria
- 1937: Murió el sargenton laprida
- 1954: Kap Horn – Felsen des Grauens (Cabo de Hornos)
- 1955: Música de siempre (mit Auftritten u. a. von Édith Piaf, Yma Sumac und Amália Rodrigues)
- 1967: Die Nonne und ihr Kind (El derecho de nacer)
- 1968: Corazón salvaje
- 1969: Dosierter Mord (The Big Cube)
- 1972: María (nach Jorge Isaacs’ gleichnamigen Roman)

### Als Schauspieler
- 1929: Sombras de gloria
- 1931: Cheri-Bibi
- 1933: Granaderos del amor
- 1935: Rosa de Francia